# Cananga odorata
Cananga odorata, conhecida pelo nome comum ilangue-ilangue (do filipino, ilang-ilang), é uma árvore perene, de porte médio, pertencente à ordem das Magnoliales e à família das Annonaceae, que pode atingir até 20 metros de altura.

## Origem
Originária do continente asiático, tornou-se conhecida desde os tempos remotos pelas populações da Malásia, Indonésia, Comoros, Madagascar e, posteriormente o continente europeu, devido ao seu aroma.
O nome ilangue-ilangue provém do filipino ilang-ilang, que significa flor das flores.

## Histórico no Brasil
No Brasil, ganhou popularidade na década de 1920, sendo importada com o nome de Kananga do Japão, com propriedades afrodisíacas e suavizadoras da derme. É utilizada na composição aromática de vários perfumes.
Em 1989, deu nome a uma telenovela da Rede Manchete, chamada Kananga do Japão.